# El Alto
El Alto là một thành phố của Bolivia. Đây là thành phố lớn thứ nhì quốc gia này. Năm 2008, ước tính dân số thành phố là 907.887 người. Thành phố có diện tích  km². Ngày nay đây là một trong những trung tâm thành thị tăng trưởng nhanh nhất Bolivia. Thành phố có sân bay quốc tế El Alto. Đây là một trong những thành phố lớn nằm ở khu vực cao nhất thế giới, ở đọ cao đến 4150 mét trên mực nước biển. Thành phố có khí hậu lạnh, nhiệt độ tối đa mùa hè là 17 độ C.